# Leucaena pallida
Leucaena pallida är en ärtväxtart som beskrevs av Nathaniel Lord Britton och Joseph Nelson Rose. Leucaena pallida ingår i släktet Leucaena och familjen ärtväxter. Inga underarter finns listade i Catalogue of Life.